# Fürstenfeld
Fürstenfeld (ungarisch Fölöstöm) ist eine Stadt mit 10.391 Einwohnern (Stand 1. Jänner 2025) in der Steiermark in Österreich im politischen Bezirk Hartberg-Fürstenfeld (bis Ende 2012 Bezirkshauptstadt des Bezirkes Fürstenfeld). Die Stadt ist unter anderem aufgrund des gleichnamigen Liedes der steirischen Band S.T.S. bekannt. Darüber hinaus kennt man Fürstenfeld auch als sogenannte Thermenhauptstadt des Thermenlandes Steiermark, aufgrund seiner Nähe zu mehreren Kurorten, wie Bad Blumau, Bad Waltersdorf oder Bad Loipersdorf.

## Geografie

### Geografische Lage

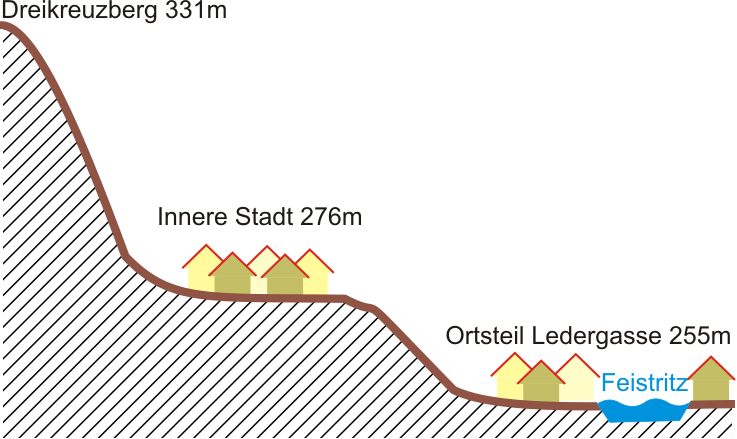
Schematischer Schnitt durch Fürstenfeld: West–Zentrum–Nord

Fürstenfeld liegt nahe der Grenze zum Burgenland am Unterlauf der Feistritz. Das Stadtgebiet liegt zwischen 255 und 300 m ü. A. Der Hauptteil der Stadt liegt auf einer Talstufe oder Terrasse ca. 20 m über dem eigentlichen Talboden (siehe nebenstehende Grafik).
Nach Feldbach ist Fürstenfeld der zweitgrößte Ort in der Südoststeiermark, die nächsten deutlich größeren Orte Graz und das ungarische Szombathely (Steinamanger) sind fast 60 km weit entfernt, wodurch sich für Fürstenfelds Wirtschaft und Schulwesen ein für die Stadtgröße vergleichsweise großes Einzugsgebiet ergibt.

### Gemeindegliederung
Das Gemeindegebiet umfasst folgende Ortschaften bzw. Katastralgemeinden (Einwohner Stand 1. Jänner 2025; Fläche Stand 31. Dezember 2023):
- Altenmarkt bei Fürstenfeld (613 Ew.; 1.231,33 ha)
- Aschbach bei Fürstenfeld (316 Ew. mit Spitzhart; KG Aschbach 446,76 ha)
- Ebersdorf (41 Ew.; 208 ha)
- Fürstenfeld (6671 Ew.; 1.525,41 ha)
  - Innere Stadt (650, (in Klammern Einwohnerzahl zum Stand 1. Jänner 2022[4]))
  - Ledergasse (196)
  - Grazer Vorstadt (1570)
  - Ungarvorstadt (2431)
  - Mitterbreiten
  - Mühlbreiten
  - Gerichtsbergen (letztere drei zusammen 1728)
- Hartl bei Fürstenfeld (219 Ew.; 316,64 ha)
- Kohlgraben (61 Ew.; 213,56 ha)
- Rittschein (166 Ew.; 365,84 ha)
- Ruppersdorf (134 Ew.; 291,28 ha)
- Söchau (763 Ew.; 497,26 ha)
- Speltenbach (156 Ew.; 311 ha)
- Stadtbergen (337 Ew.; 448,95 ha)
- Tautendorf bei Fürstenfeld (176 Ew.; KG Tautendorf 369,11 ha)
- Übersbach (738 Ew.; 624,22 ha)

Die Innere Stadt umfasst die historische Altstadt, welche den Jahrhunderte alten Kern von Fürstenfeld bildet. Durch sie verläuft die Hauptstraße, in der zahlreiche Lokale und Kaffeehäuser zu finden sind. Am Ende dieser, ursprünglich Marktstraße getauften, Straße befindet sich der 100 × 100 Meter große Hauptplatz. Er ist ebenso von Geschäften und Restaurants begrenzt. Auch zwei der drei Kirchen in Fürstenfeld, nämlich die Augustinerkirche und die Stadtpfarrkirche liegen in der Innenstadt.
Der Stadtteil Ledergasse hat viel von seinem ursprünglichen Erscheinungsbild verloren und hat nicht mehr viel an Historik zu bieten. Er ist das moderne Gesicht von Fürstenfeld und seine Gebäudeanzahl wird stetig vergrößert. Auf seinem Grund entstanden vom Jahr 2000 weg mehrere Einkaufszentren und andere Einrichtungen, wie beispielsweise ein Schnellrestaurant, ein italienisches Restaurant oder einige Autohändler. Im Norden befindet sich der kleine Flugplatz, der Fürstenfeld auch per Luftfahrt erreichbar macht. Noch weiter nördlich verläuft zukünftig die im Bau befindliche Fürstenfelder Schnellstraße, samt Auf- und Abfahrt für Fürstenfeld, durch den Stadtteil Ledergasse.
Die Grazer Vorstadt liegt westlich der Innenstadt und wird durch das Grazer Tor bzw. dem Rathaus von dieser getrennt, welches bei einem Angriff geschlossen werden und so die Innenstadt schützen konnte. Der Grazer Platz bildet das Herz dieses Stadtteils, auf welchem sich unter anderem eine Billa-Filiale, ein chinesisches Restaurant und einige andere Einrichtungen, wie ein Sonnenstudio, der Gasthof Fasch oder die Bestattung Eden, befinden. In der Mitte befindet sich der Busbahnhof Fürstenfeld Grazer Platz, welcher an Werktagen teils 15-Minuten-Takt in die Landeshauptstadt Graz bietet. Auch das Rüsthaus der Feuerwehr Fürstenfeld und der katholische Friedhof wurden in der Grazer Vorstadt errichtet.
Die Ungar Vorstadt befindet sich südöstlich des Stadtzentrums und wurde ursprünglich vom Ungar Tor von dieser abgetrennt. Auch dieses konnte im Falle eines Angriffs geschlossen werden. Im 20. Jahrhundert wurde es jedoch abgetragen und durch zwei gläserne Säulen ersetzt, welche den ehemaligen Standpunkt des mächtigen Tores markieren sollen. Dieser Stadtteil beherbergt einige Bildungseinrichtungen, wie beispielsweise ein BG/BRG, eine HTBLA, eine HAK und die ZIS-FF Universität Fürstenfeld. Letztere wurde am zentralen Schillerplatz errichtet. Auch dieser wird von einem Busbahnhof geprägt. Am südlichen Rand der Ungar Vorstadt liegt der Bahnhof Fürstenfeld.

### Nachbargemeinden
Eine der sieben Nachbargemeinden liegt im Bezirk Jennersdorf (JE) bzw. zwei im Bezirk Südoststeiermark (SO)
| Großwilfersdorf           | Bad Blumau                                  |                 |
| Riegersburg               | Kompassrose, die auf Nachbargemeinden zeigt | Rudersdorf (JE) |
| Hatzendorf (Fehring) (SO) | Unterlamm (SO)                              | Bad Loipersdorf |

### Klima
Die Lage auf der Terrassenstufe bedingt ein Übergangsklima zwischen dem Klima der kontinentalen Talböden und dem thermisch begünstigten Riedelland. Das Klima rund um Fürstenfeld gilt als sommerwarmes, mäßig winterkaltes schwach kontinentales Klima. Der durchschnittliche Jahresniederschlag beträgt 800 mm.
|                        | Jan  | Feb  | Mär  | Apr  | Mai  | Jun  | Jul  | Aug  | Sep  | Okt  | Nov  | Dez  |   |      |
| Mittl. Temperatur (°C) | −1,8 | 0,0  | 4,5  | 9,5  | 14,6 | 17,8 | 19,7 | 18,9 | 14,3 | 9,2  | 3,7  | −0,7 | ⌀ | 9,2  |
| Mittl. Tagesmax. (°C)  | 3,0  | 6,1  | 11,1 | 16,4 | 21,3 | 24,2 | 26,5 | 26,1 | 21,3 | 15,7 | 8,5  | 3,3  | ⌀ | 15,3 |
| Mittl. Tagesmin. (°C)  | −4,8 | −3,8 | 0,0  | 4,3  | 9,0  | 12,3 | 13,8 | 13,5 | 9,7  | 5,4  | 1,0  | −3,1 | ⌀ | 4,8  |
|                        |      |      |      |      |      |      |      |      |      |      |      |      |   |      |
| Niederschlag (mm)      | 26   | 26   | 40   | 44   | 76   | 103  | 94   | 98   | 78   | 58   | 51   | 43   | Σ | 737  |
|                        |      |      |      |      |      |      |      |      |      |      |      |      |   |      |
| Luftfeuchtigkeit (%)   | 73,2 | 59,9 | 53,6 | 48,9 | 51,7 | 52,6 | 49,1 | 51,5 | 56,7 | 62,5 | 72,0 | 76,8 | ⌀ | 59,1 |

| −4,8 |

| −3,8 |

| 0,0 |

| 4,3 |

| 9,0 |

| 12,3 |

| 13,8 |

| 13,5 |

| 9,7 |

| 5,4 |

| 1,0 |

| −3,1 |

| −4,8 |

| −3,8 |

| 0,0 |

| 4,3 |

| 9,0 |

| 12,3 |

| 13,8 |

| 13,5 |

| 9,7 |

| 5,4 |

| 1,0 |

| −3,1 |

## Geschichte

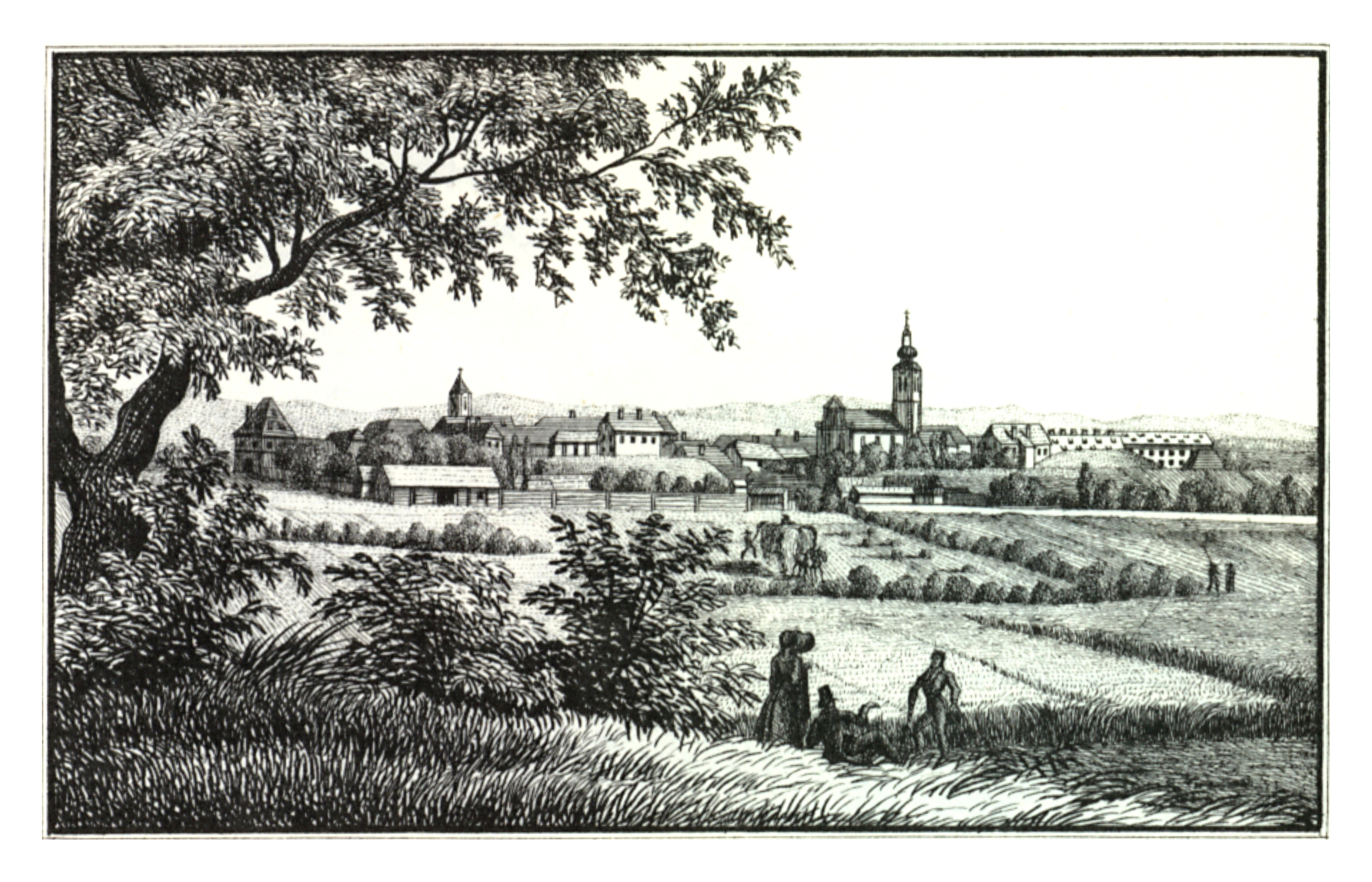
Ansicht von Fürstenfeld um 1830, Lith. Anstalt J.F. Kaiser, Graz

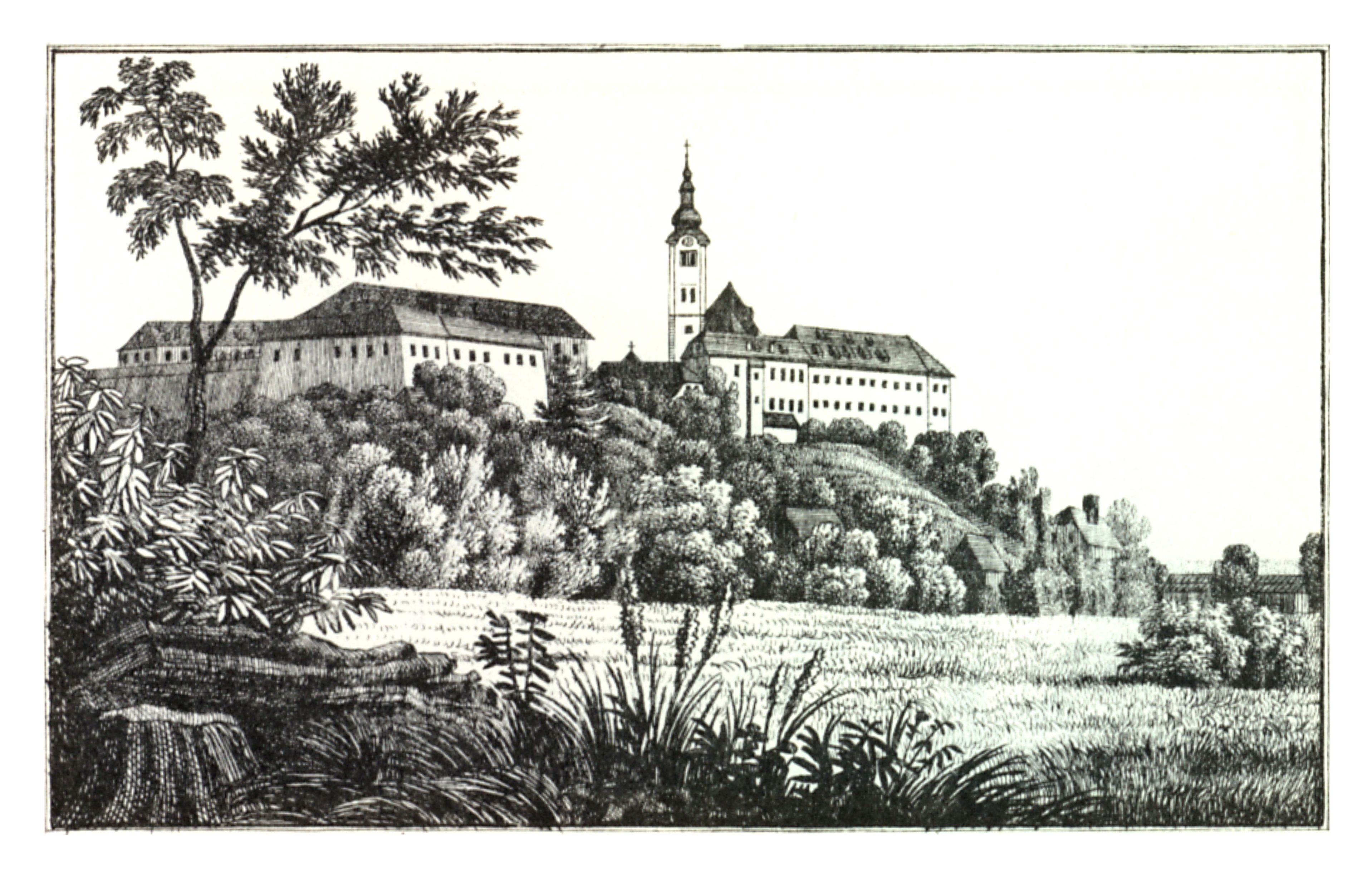
Das Schloss der Malteser Ordenskommende um 1830, später bis um 2015 Tabakfabrik

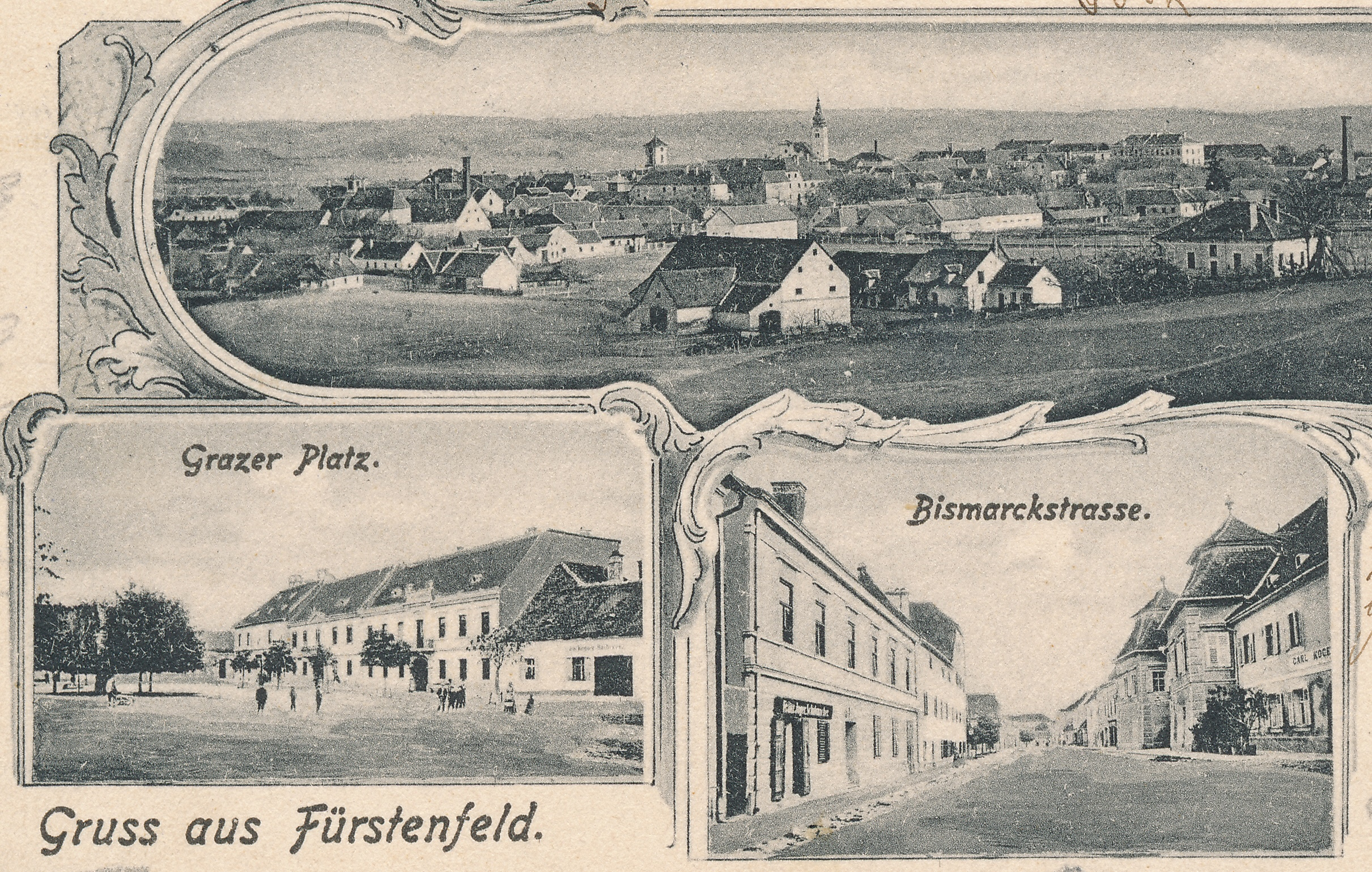
Historische Ansichtskarte von Fürstenfeld aus dem Jahr 1905

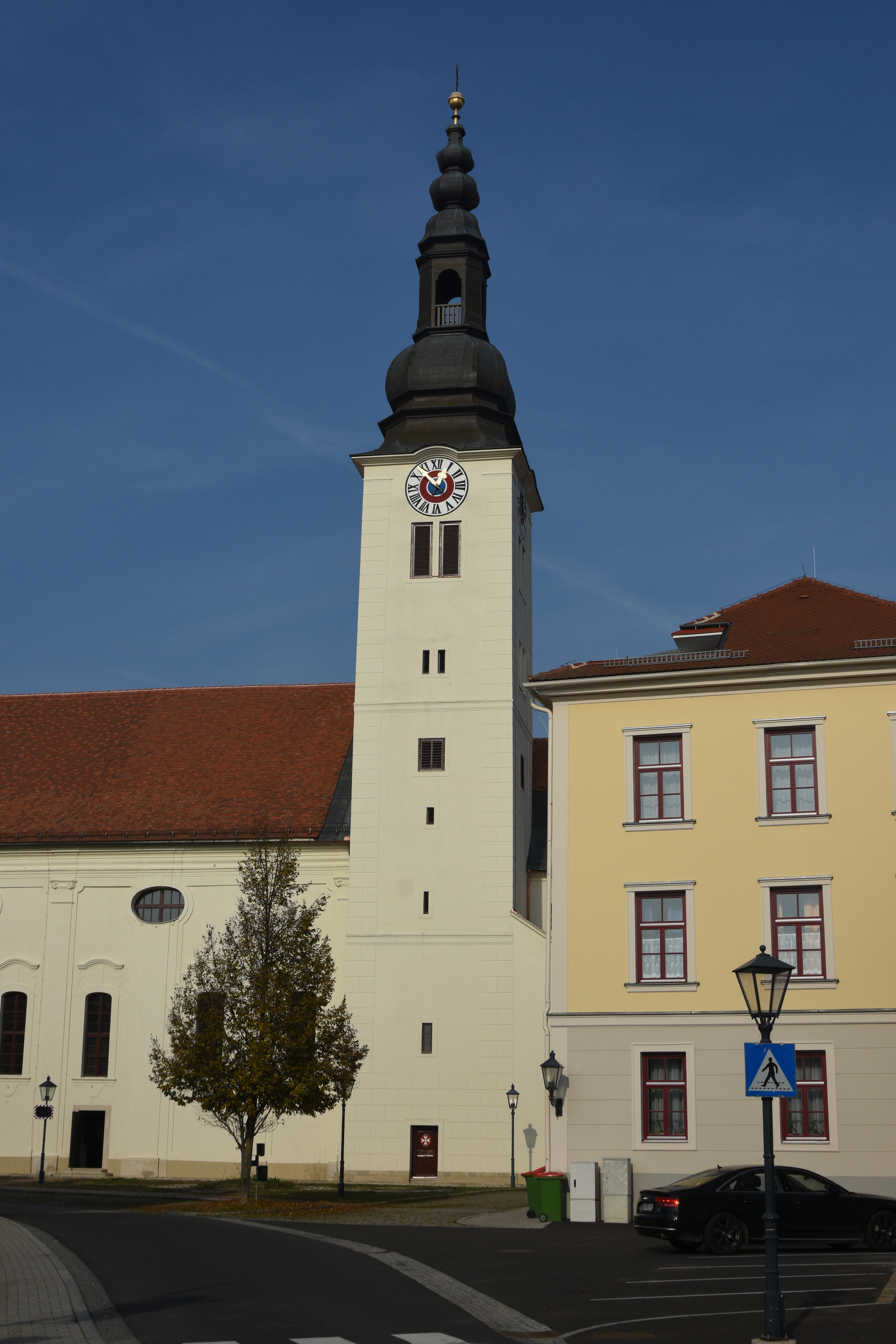
Katholische Pfarrkirche Fürstenfeld

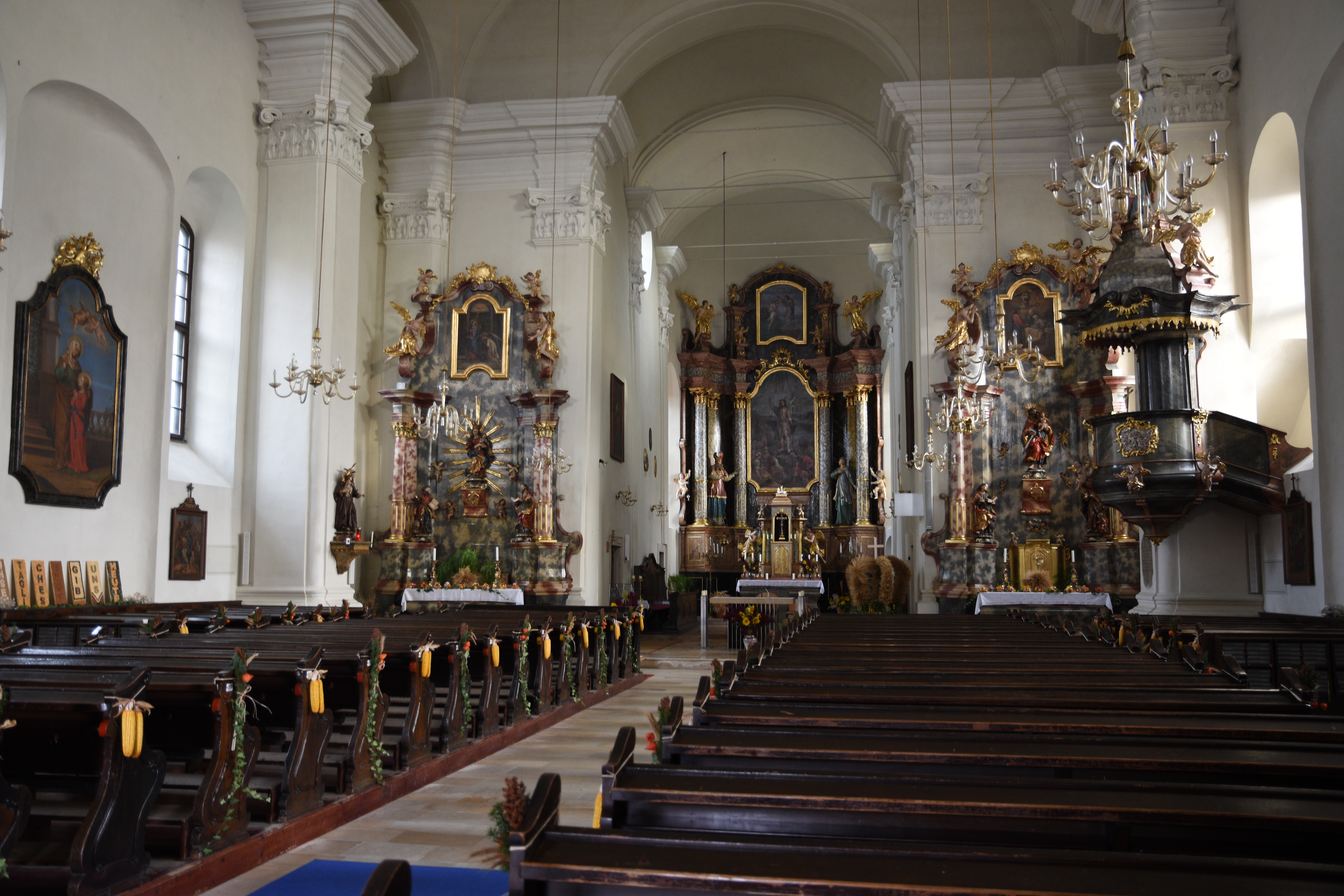
Das Schiff der Johannes-der-Täufer-Kirche

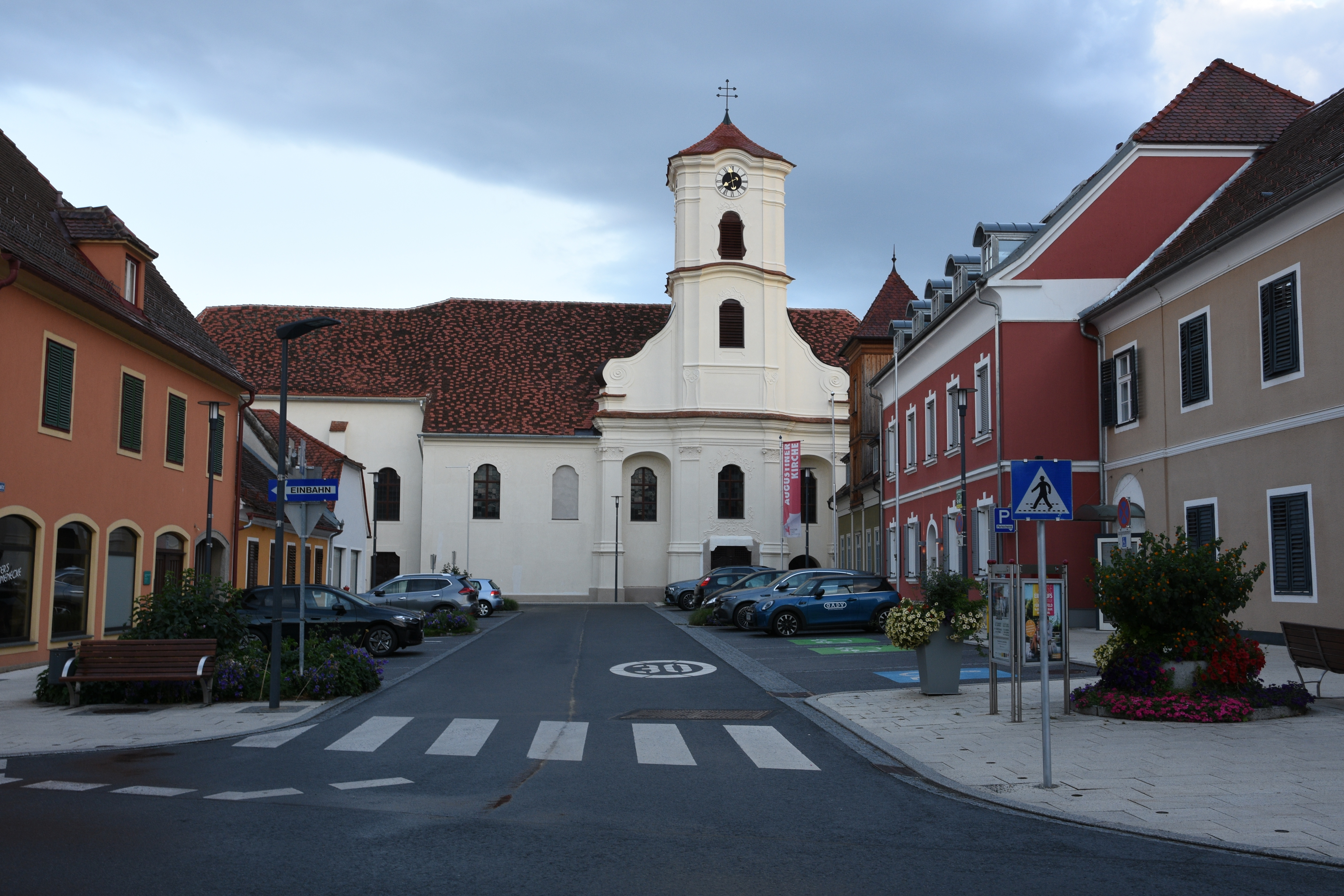
Die Fürstenfelder Eremiten Augustinerkirche

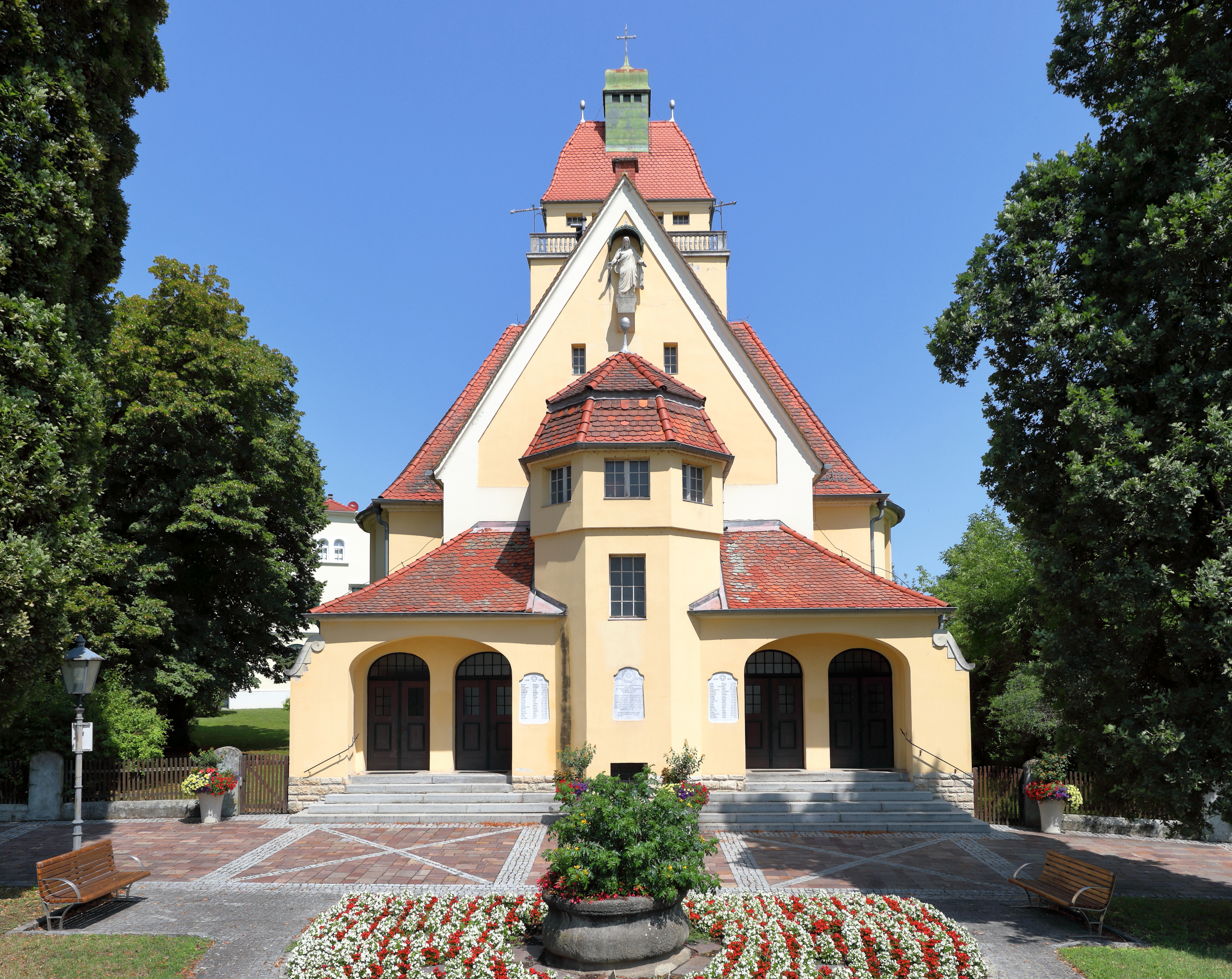
Evangelische Heilandskirche

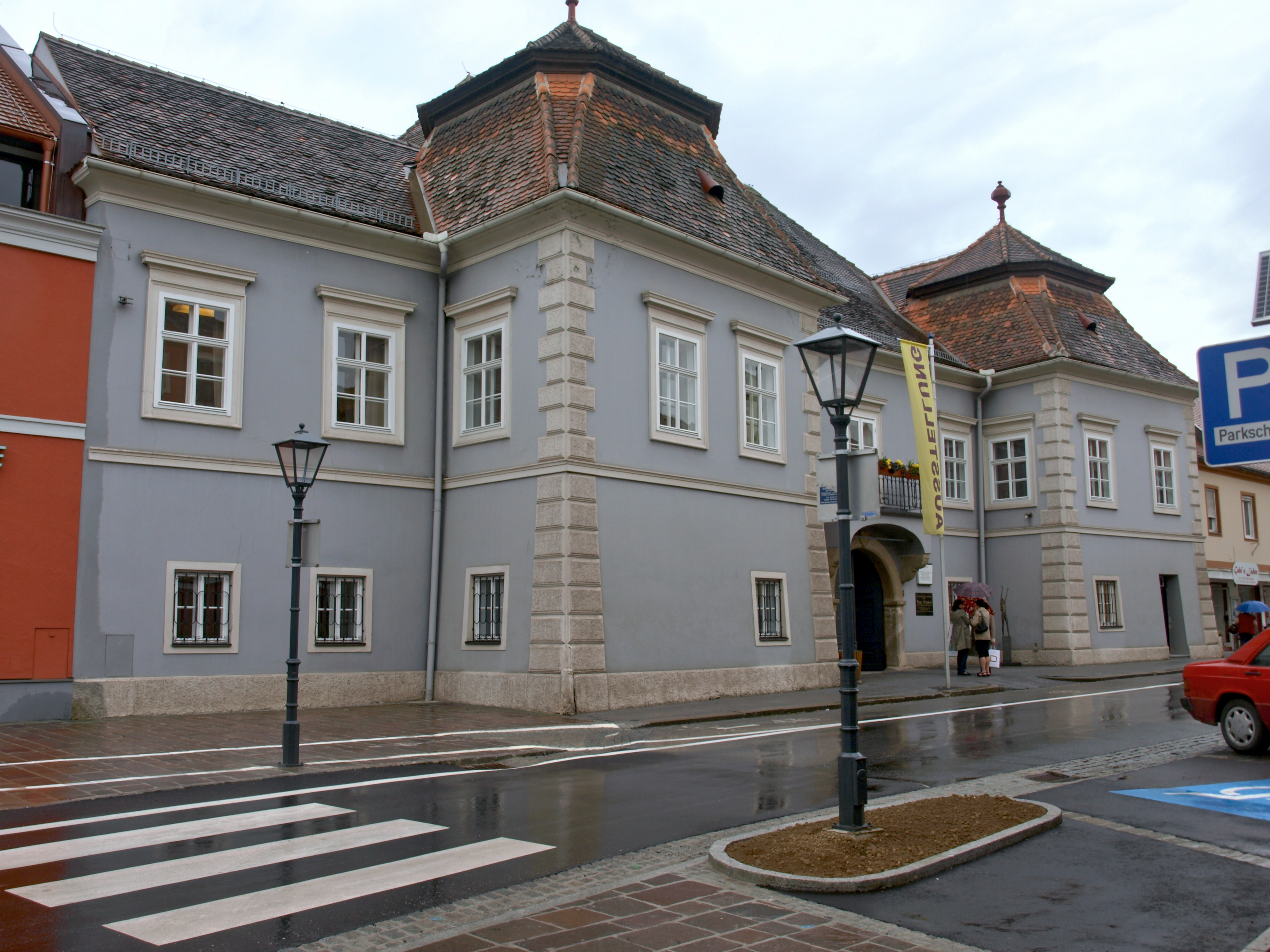
Das alte Rathaus von Fürstenfeld, heute Musikschule

Die Besiedelung der Gegend um Fürstenfeld reicht bis in die Jungsteinzeit zurück, die von den Anfängen des Ackerbaus und der Viehzucht geprägt waren. In der Urnenfelderzeit entstanden zahlreiche befestigte Höhensiedlungen, Funde von Keramiken und Werkzeugen deuten auf weit reichenden Handel zwischen den Einwohnern hin.
Aus der Bronze- und Urnenfelderzeit wurden Keramiken und Werkzeuge gefunden. Aus der Römerzeit gibt es zahlreiche Bodenfunde.

### Mittelalter
Seit dem Ende des 6. Jahrhunderts n. Chr. siedelten Slawen entlang der alten Römerstraßen und Flussläufe. Ab dem 8. Jahrhundert erfolgte bajuwarische Besiedelung. Im 9. und 10. Jahrhundert kam es zu einem Siedlungsrückgang durch die zahlreichen Einfälle der Ungarn.
Zur Sicherung der Neubesiedelung des vom römisch-deutschen König Heinrich III. (ab 1046 römisch-deutscher Kaiser) in den Jahren von 1042 bis 1044 zurückeroberten Grenzgebietes an der Leitha und Lafnitz errichteten die niederösterreichischen und steirischen Landesfürsten im 12. Jahrhundert einen ausgedehnten Burgengürtel an der ungarischen Grenze.
Um 1170 wurde eine solche landesfürstliche Burg von Markgraf Ottokar IV. von Traungau an der Stelle des heutigen Fürstenfeld gegründet.
Entlang der heutigen Hauptstraße wurde danach ein Haus nach dem anderen errichtet, sodass im Jahr 1178 ein Straßenmarkt vorhanden war. Der schriftliche Nachweis eines Marktes im Jahr 1178 gab den Anlass für die 800-Jahr-Feier von Fürstenfeld am 27. August 1978. Der Name Fürstenfeld geht darauf zurück, dass das Gebiet auch nach der Besiedelung weiterhin landesfürstlicher Besitz blieb, was auch im Fürstenfelder Wappen Ausdruck findet. In Urkunden und Archivalien wird der Name erstmals seit dem Jahre 1183 erwähnt.
Um 1200 begründete der Johanniterorden eine Niederlassung in Fürstenfeld. Die Johanniter gründeten eine ritterliche Ordenskommende und errichteten die erste Kirche. Von 1215 bis 1220 wurde der Markt durch den Babenberger Herzog Leopold VI. planmäßig zur Stadt ausgebaut. 1232 erhielt Fürstenfeld den Beinamen Forum et Civitas (Markt und Stadt). Im selben Jahr erwarben die Johanniter die Pfarrrechte für die Stadtpfarrkirche.
Die Stadtrechtsbestätigung Fürstenfelds erfolgte 1277 durch Rudolf von Habsburg.
1362 gestattete Herzog Rudolf IV. die Niederlassung der Augustiner-Eremiten in der Stadt. Diese errichteten in den Jahren von 1365 bis 1368 die Augustinerkirche und das Augustinerkloster. In Folge entwickelte sich Fürstenfeld zu einer bedeutenden Grenz- und Handelsstadt.
Als Grenzstadt gegen Osten war Fürstenfeld immer wieder in Kampfhandlungen verwickelt.
Im Frühjahr 1418 wurde die Stadt beim Einfall der Ungarn verwüstet. Um den Wiederaufbau zu fördern, erhielten die Fürstenfelder Bürger von Herzog Ernst das zusätzliche Privileg zum Verkauf von Most und Wein.
Im Jahre 1469 wurde Fürstenfeld in den Aufstand des Adeligen Andreas Baumkircher gegen Kaiser Friedrich III. verwickelt. Der Adelsbund unter Baumkircher und Johann von Stubenberg besetzte Hartberg, Fürstenfeld, Feldbach, Marburg, Windischfeistritz, Gonobitz und Schloss Wildon. Fürstenfeld wurde am 2. Februar 1469 durch Verrat eingenommen. Am 21. Juli 1469 kam es bei der Schlacht bei Fürstenfeld vor den Toren der Stadt zu einem Aufeinandertreffen der Truppen von Baumkircher und Kaiser Friedrich III., bei der Baumkircher den kaiserlichen Truppen eine schwere Niederlage zufügte. Stadt und Bürger von Fürstenfeld wurden durch die Kampfhandlungen schwer mitgenommen, viele Häuser lagen in Schutt und Asche und zu den Verwundeten kamen Seuchen hinzu.
Am 26. Mai 1480 wurde die Stadt durch den Ungarkönig Matthias Corvinus erstürmt und elf Jahre lang besetzt gehalten. In dieser Zeit wurden 500 Fürstenfelder Bürger in die ungarische Gefangenschaft nach Ofen verschleppt. Die Stadt wurde bis auf das Augustinerkloster und ein paar angrenzende Häuser niedergebrannt. Die Aufbauarbeiten wurden durch drei Brände in den Jahren 1503, 1504 und 1509 mehrmals zurückgeworfen. Ein amtlicher Bericht aus dem Jahre 1543 sagt aus, dass zu diesem Zeitpunkt fast alle Häuser verödet waren.
Im Mittelalter war der Kern der Stadt eine Wehranlage mit rechteckigem Grundriss, die am Ufer der Feistritz mit ihren sechs Türmen die fünf Flusstäler der Feistritz, Lafnitz, Safen, Ilz und Rittschein kontrollieren konnte. Die Befestigungsanlage wurde 1533 erneuert, Teile davon (Ungarbastei, Pfeilburg, Mühlbastei, Klosterbastei, Schlossbastei) sind heute noch erhalten.

### Frühe Neuzeit
Zwischen 1556 und 1581 erfolgte ein Ausbau nach den Plänen des italienischen Baumeisters Domenico dell’Allio, bei dem das fast rechteckige Stadtbild erhalten blieb. Die Verschiedenartigkeit der Wehranlagen stützt die Hypothese, dass der Ausbau der Stadt in zwei Etappen erfolgt ist.
1605 besetzten und plünderten die Hajduken die Stadt und brannten 92 Häuser nieder, auch die Kirche wurde zerstört. Wegen der Türkengefahr wurden 1664 die Festungsanlagen verstärkt. Während der siegreichen Schlacht gegen die Türken bei Mogersdorf war Fürstenfeld Auffanglager und Lazarettstadt.
1679 bis 1681 wurde die Region von der Pest heimgesucht.
1691 begann Christoph Liscutin in Ungarn und um Fürstenfeld mit dem Tabakanbau und gründete 1693 in der Pfeilburg die erste Tabakfabrik Österreichs – eine der weltweit ältesten.
1704 belagerten die Kuruzen unter Alexander Károlyi die Stadt, ein Entsatzheer von 3000 Kroaten kam Fürstenfeld zu Hilfe, um die Belagerer zu vertreiben. Die Kuruzen blieben in den folgenden Jahren jedoch eine Gefahr bis zum Frieden von Szathmár 1711.
1772 wurde die Kirche umgebaut.

### 19., 20. und 21. Jahrhundert
1809 besetzten die Franzosen nach einem kurzen Gefecht die Stadt.
In den Jahren von 1815 bis 1848 war ein wirtschaftlicher Aufschwung zu verzeichnen, die Einwohnerzahl stieg in dieser Zeit von 1600 auf 3000 an.
Die einzelnen Stadtteile, wie die innere Stadt, in der die Patrizierbürger wohnten, die Ledergasse, die bereits im 15. Jahrhundert besiedelt war, die Grazer Vorstadt, deren Ausbau im 16. Jahrhundert begann, die Ungarvorstadt, Mitterbreiten, Mühlbreiten und Gerichtsbergen führten immer ein gewisses Eigenleben, was sich teilweise heute noch in gewissen Vereinen oder Traditionen zeigt. Die Ledergasse besaß bis in das 18. Jahrhundert hinein sogar einen eigenen Richter.
Meyers Konversations-Lexikon von 1888 beschreibt die Stadt folgendermaßen:
Stadt im österreich. Herzogtum Steiermark, Bezirkshauptmannschaft Feldbach, an der Feistritz und der Lokalbahn Fehring-F., nahe der ungarischen Grenze gelegen, Sitz eines Bezirksgerichts, hat eine Malteserordenskommende, eine große ärarische Tabaksfabrik (mit 2000 Arbeitern), Hopfenbau, Hopfenhandel und (1880) 3878 Einw.
Zwischen 1850 und 1900 wuchs die Bevölkerung nur langsam von 3500 auf etwa 4000 Einwohner. Im 19. und 20. Jahrhundert breitete sich Fürstenfeld aber trotz geringer Wachstumsraten der Bevölkerung nach allen Richtungen über das ursprüngliche Stadtgebiet hinaus aus.
In den 1920er und 1930er Jahren avancierte die Stadt zu einem Zentrum der österreichischen Zweigstelle der NSDAP.
Gegen Ende des Zweiten Weltkriegs erlitt die Stadt Artilleriebeschuss und einen Luftangriff durch sowjetische Tiefflieger am 11. April 1945. Am 15. April 1945 wird Fürstenfeld von den sowjetischen Truppen eingenommen. Eine geplante Evakuierung der Bevölkerung konnte wegen Treibstoffmangels der 5. SS-Panzer-Division „Wiking“ nicht stattfinden. Den Kampf gegen die vordringenden sowjetischen Truppen nahmen teilweise 14- und 15-jährige Hitlerjungen auf. 66 Zivilpersonen kamen ums Leben. Die katholische Kirche, die Kommende, das Rathaus und zahlreiche weitere Gebäude wurden schwer beschädigt. Im Abwehrkampf zerschoss die deutsche Wehrmacht den Zwiebelturm der Stadtpfarrkirche, um einen strategischen Vorteil zu erreichen. Die Kirche wurde 1948 wiederhergestellt. Erst 1988 wurde der Zwiebelturm neu errichtet.
Die Stadt Fürstenfeld war nach dem Zweiten Weltkrieg zuerst sowjetisch, dann bald jedoch britisch besetzt, da die Zonengrenze auf die Bundesländergrenze Steiermark/Burgenland verschoben wurde.
1950 erreichte die Bevölkerungszahl 6500 und nur vorübergehend wurde eine Einwohnerzahl von 7000 überschritten. 2015 wurde im Zuge der Steirischen Gemeinde- und Strukturreform Fürstenfeld mit den Nachbargemeinden Altenmarkt und Übersbach vereinigt. Das Gemeindegebiet verdreifachte sich dadurch, die Einwohnerzahl wuchs auf etwa 8400 an. Zudem wurden auch die Bezirke Fürstenfeld und Hartberg zum heutigen Bezirk Hartberg-Fürstenfeld vereinigt, dabei verlor Fürstenfeld den Status als Bezirkshauptstadt, denn das einwohnerstärkere und zentraler gelegene Hartberg wurde Bezirkshauptstadt des neuen Bezirks.
2022 wurde Fürstenfeld in die Gemeinschaft Kleine historische Städte aufgenommen.
Im Zeitraum 2000–2025 wurde in Fürstenfeld im Flachland links der Lafnitz nach tiefer Geothermie gebohrt um nachhaltige Wärme zur Nutzung als Fernwärme zu gewinnen. Dann wurde ein Holzvergaser-Heizkraftwerk für Pellets in Betrieb genommen. Weiters wurden nördlich und südlich des Flugplatzes große Flächen Photovoltaik (mit 6,8 + 10 MWpeak) installiert. Hier sollte Ende 2024 Österreichs größter Akku-Stromspeicher in Betrieb gehen.
Per 1. Jänner 2025 erfolgte die Eingemeindung von Söchau, die es ermöglichte, dass die Einwohnerzahl die Marke von 10.000 überschritt.

### Bevölkerungsentwicklung

Einwohnerentwicklung von Fürstenfeld von 1869 bis 2016 (Gebietsstand 2015)

## Kultur und Sehenswürdigkeiten
- Siehe auch: Liste der denkmalgeschützten Objekte in Fürstenfeld
- Stadtbefestigung Fürstenfeld

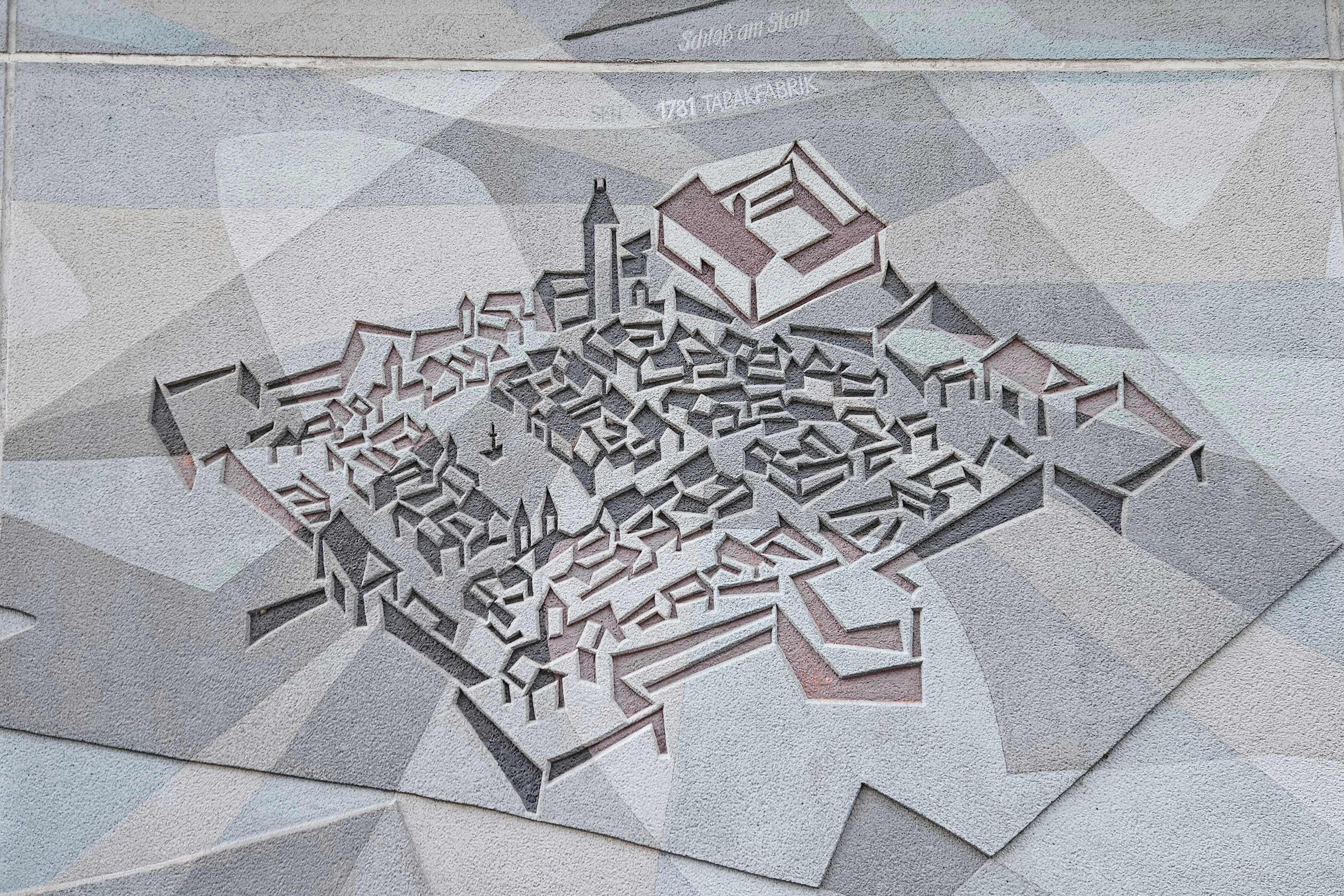
Stadtbefestigung Fürstenfeld mit Stadtmauer und Hauptplatz. Hinten, im Norden Stadtpfarrkirche und Schloss am Stein (Alfred Kirchner, 1958)

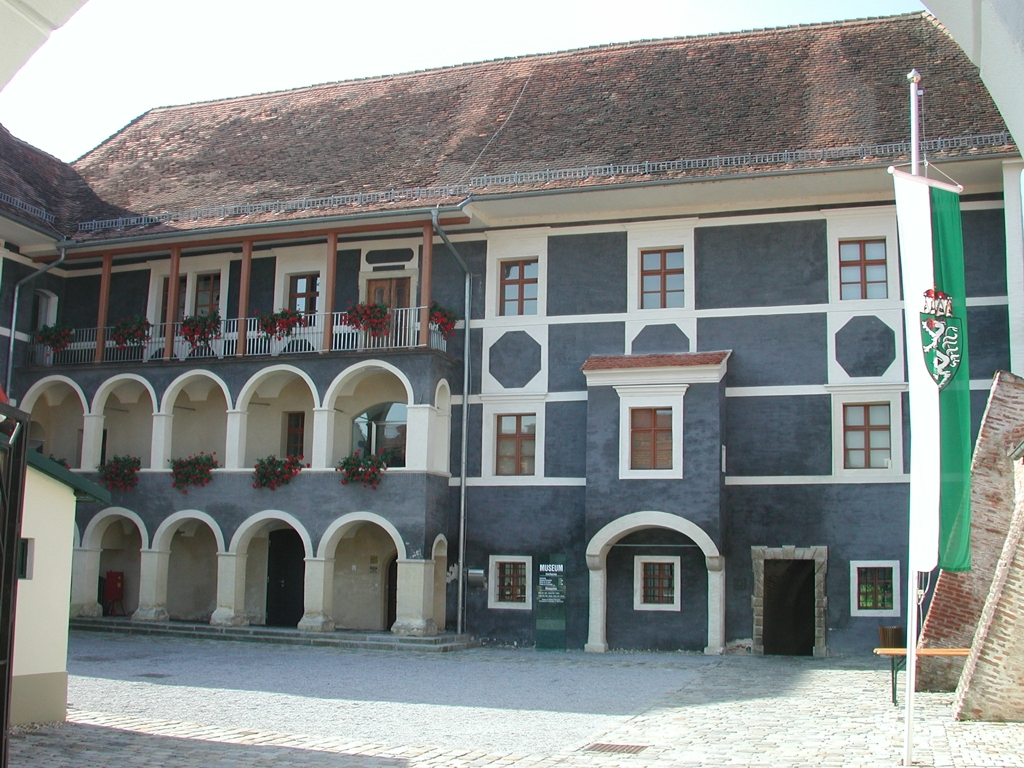
Fürstenfelder Pfeilburg mit Stadt- und Zeitgeschichtemuseum, 1. Tabakfabrik Österreichs

- Katholische Pfarrkirche Fürstenfeld hl. Johannes der Täufer: Bereits 1170 dürfte es einen Kirchenbau auf demselben Standort gegeben haben. Nachdem die Kirche beim Hajdukeneinfall 1605 schwer verwüstet wurde, geht der heutige Kirchenbau auf einen Umbau im Rokokostil von 1773 bis 1779 zurück. Dabei wurde ein damalig zweiter Turm abgetragen, die Kirche verbreitert und vier Oratorien eingebaut. 1988 wurde der Zwiebelturm erneuert. 2009 erhielt die Stadtpfarrkirche eine neue Orgel aus der Werkstatt von Thomas Jann (D)[9], die von Diözesanbischof Egon Kapellari geweiht wurde.
- Augustiner-Eremiten-Kirche: 1365–1368 als prunklose Bettelordenskirche erbaut. 1964 wurde das einsturzgefährdete Gebäude umfangreich saniert. Seit mehreren Jahren ist die Kirche als solche aufgehoben und es befindet sich ein Museum darin.
- Evangelische Heilandskirche: 1908–1910 von Otto Kuhlmann im Sezessionsstil erbaut
- Pfeilburg mit Wohnturm als ältestem Teil aus dem 13. Jahrhundert, 1693 erste Tabakfabrik Österreichs. Heute Museum Pfeilburg: Museum für Ur- und Früh- und Zeitgeschichte, Stadtmuseum und Tabakmuseum[10]
- Ungarbastei: Nach mehreren Türkenüberfällen auf die Stadt, wurde 1577 damit begonnen die Stadtbefestigung zu verstärken. Anstelle der mittelalterlichen Stadttürme an den Ecken der Stadtmauer wurden vorspringende Basteien errichtet. Wegen finanzieller und bautechnischer Probleme wurde der weit umfangreicher geplante Festungsausbau nach einfacheren Plänen 1581 fertiggestellt. Die Befestigung wurde 1775 aufgelassen und ab 1990 renoviert.
- Katholische Filialkirche Übersbach hl. Johannes der Täufer

- Im August 2020 fand zum 7. Mal die künstlerische Wasser-Biennale von Günter Pedrotti statt.
- Erlebniswelt Fürstenfeld

## Wirtschaft und Infrastruktur
- Die Tabakverarbeitung ist ein wichtiger Teil von Fürstenfelds Geschichte und erfolgte seit mindestens 1691. 1734 wurde die Verarbeitung von Stadt und Staat übernommen. 1776 wurde die erste Tabakfabrik Österreichs in der ehemaligen landesfürstlichen Burg Schloss am Stein[11] eingerichtet. Über lange Zeit waren die k. k. Tabakwerke (später Tabak-Regie, danach Austria-Tabakwerke) ein wichtiger Arbeitgeber für bis zu 2200 Mitarbeiter im Jahr 1901. Hier wurde 1813 die älteste Betriebsfeuerwehr gegründet.
Ende 2005 hat der Eigentümer der Tabakfabrik (die Gallaher Group) das Werk, in dem zuletzt nur noch Zigarren hergestellt wurden, geschlossen. Zigarettenhülsen werden in Fürstenfeld weiterhin vom Unternehmen Altesse produziert, allerdings in einem Neubau im nördlichen Gewerbegebiet. 2015/2016 wurden Teile der Tabakfabrik abgerissen, um Platz für ein Ärztezentrum und Wohnungen zu schaffen. Bestehen bleibt eine etwa 70 m lange Stahlbrücke für Hand-Rollwagen über den Einschnitt der Feistritzgasse, die die Produktion der Tabakfabrik im Nordwesten mit dem von der Eisenbahn erschlossen gewesenen Lager (heute Jugend- und Familiengästehaus und Sportplatz) im Südosten verband.
- Größter Arbeitgeber mit etwa 800 Angestellten (Stand etwa 2016) war das Unternehmen Secop GmbH, das einen Produktionsstandort für Kältekompressoren in Fürstenfeld im Gewerbepark im Stadtteil Mitterbreiten (gegründet 1982 als Verdichter Oe, 2001–2011: ACC Austria) betrieb. Im Juli 2017 übernahm das Unternehmen Nidec das Werksgelände von Secop, die Produktion von Kältekompressoren lief noch bis März 2020.[12][13] Das Werk besitzt einen Bahnanschluss.
- In den letzten Jahrzehnten entwickelte sich Fürstenfeld zur Schul- und Tourismusstadt, während industrielle Arbeitsplätze (Schließung der Werke von Eumig, Kapsch, Stahlcord Austria AG (später, 2003–2010: Trefil Arbed/Arcelor Mittal, 2012 – voraussichtlich 2024: Voestalpine; Stahldraht für Fahrzeugreifen, Sägedraht für Silizium-Wafer)[14][15][16], Tridonic-Zumtobel (magnetische Vorschaltgerät für Leuchten bis Ende 2013)[17], Tabakfabrik) schwinden.
- Im Bereich der Hauptstraße (mit Fußgängerzone Hauptplatz, darunter Tiefgarage) befinden sich rund 70 Einzelgeschäfte, was eine sehr kompakte Einkaufszone darstellt. In den letzten Jahren kam es aber zu einer Verlagerung von Handelsbetrieben aus der Altstadt in die Peripherie an der Grazer Straße.
- An der Feistritz wird Strom aus Wasserkraft gewonnen. Die Fürstenfelder Stadtwerke betreiben insgesamt vier Wasserkraftwerke, etwa die Konsum-Mühle.
- DCM DECOmetal GmbH, von Herbert Depisch (1921–2021) aus der 1946 wiederaufgebauten Apparatefabrik hervorgegangen und mit Tochter Rohtraut Skatsche-Depisch bis 2011 geführt, war Jahrzehnte bis 2013 weltweit Produzent und Händler von Erzen.[18][19][20][21]

### Thermenregion

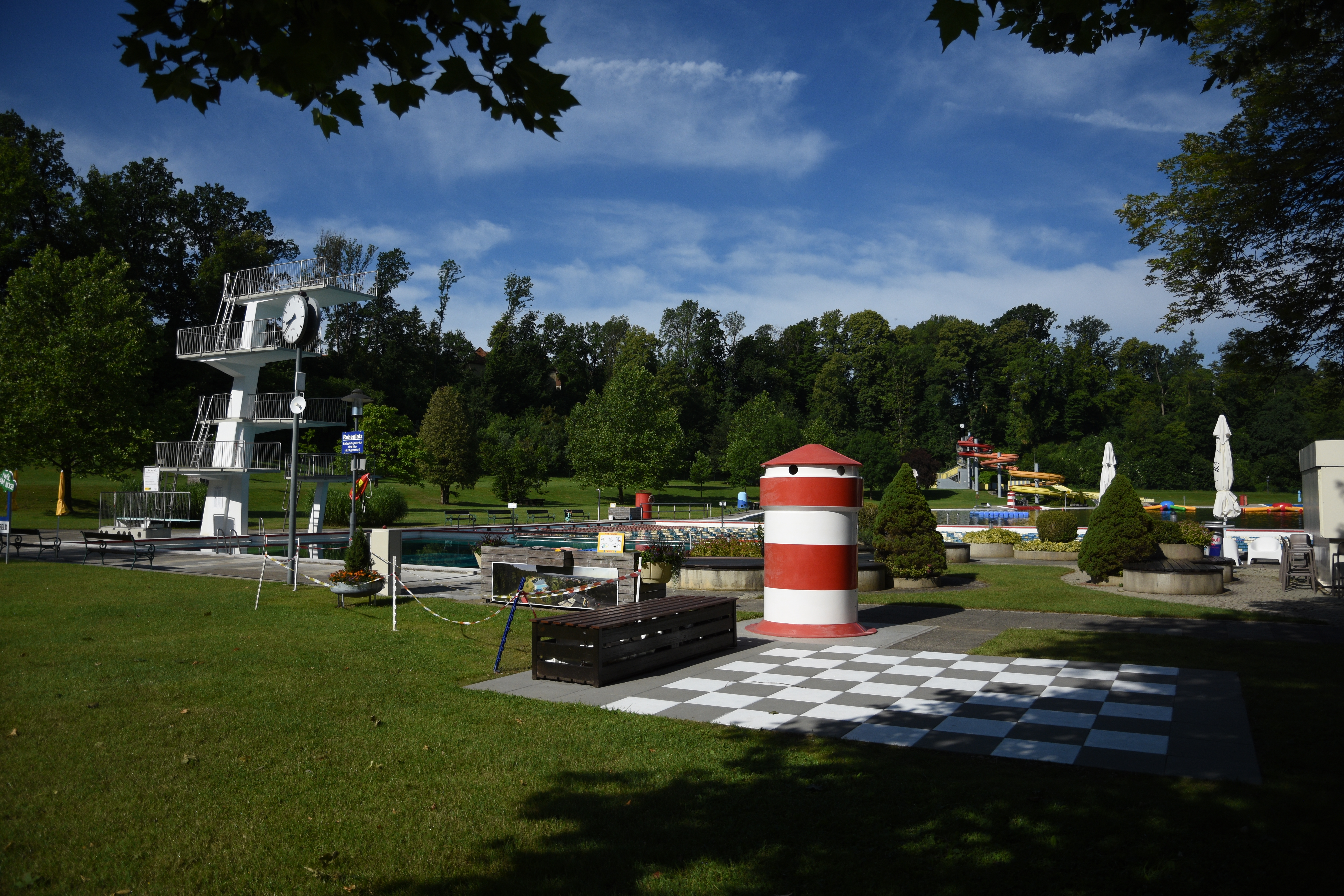
Freibad Fürstenfeld

In der Nähe von FF liegt die Therme Loipersdorf, eine der ersten Thermen in der Thermenregion der südöstlichen Steiermark. In den 1990er-Jahren wurde die Therme Bad Blumau errichtet, die vom Künstler Friedensreich Hundertwasser (1928–2000) geplant wurde. Fürstenfeld ist zum Ausflugsziel der vielen Thermengäste geworden, die für den hiesigen Handel einen wichtigen Wirtschaftsfaktor darstellen.
Vor dem Aufstieg der Thermenregion war Fürstenfeld für sein 1966 errichtetes Freibad bekannt – es ist mit 23.000 m² Wasserfläche und 100.000 m² Liegefläche nach wie vor das größte seiner Art in Mitteleuropa.
Mit der Aussicht, heiße Erdwärme dafür aus Tiefbohrungen zu nutzen, wurde um 2000 Fernwärmeversorgung in Teilen der Stadt eingerichtet. Die Geothermie wurde nicht so ergiebig wie erhofft, doch wird in kleinem Ausmaß Wärme gewonnen. November 2009 wurde ein Hackschnitzelheizwerk mit 2,5 MW Leistung errichtet, Biogas liefert 0,5 MW Beitrag, sodass fossiles Erdgas nur mehr für einen kleinen Teil der 4 MW Normallast gebraucht wird. Der Fernwärmetarif ist noch an den Erdgaspreis gekoppelt.

### Verkehr

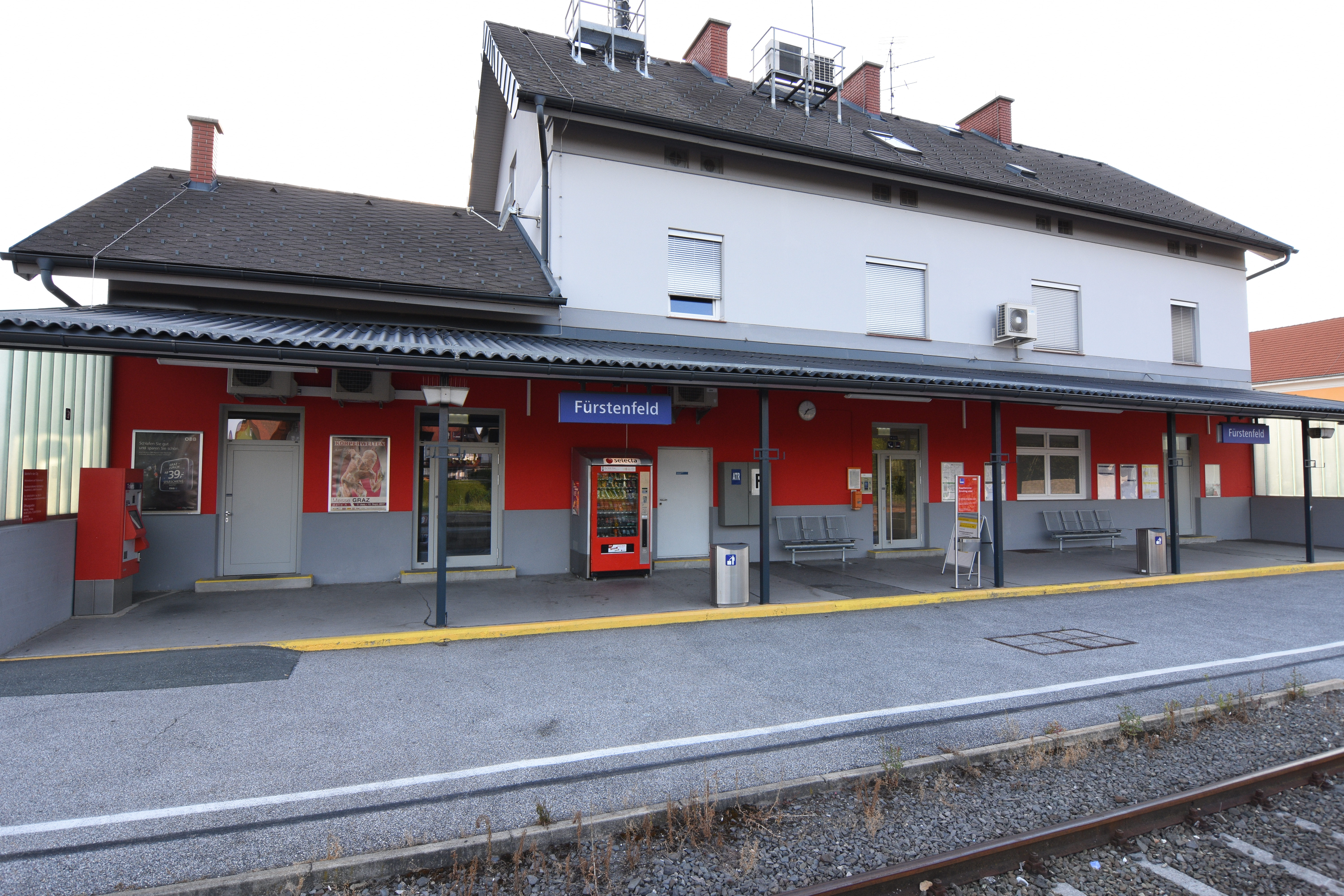
Der Bahnhof Fürstenfeld wurde im Zuge der Lokalbahn Fehring–Fürstenfeld am 1. Oktober 1885 eröffnet

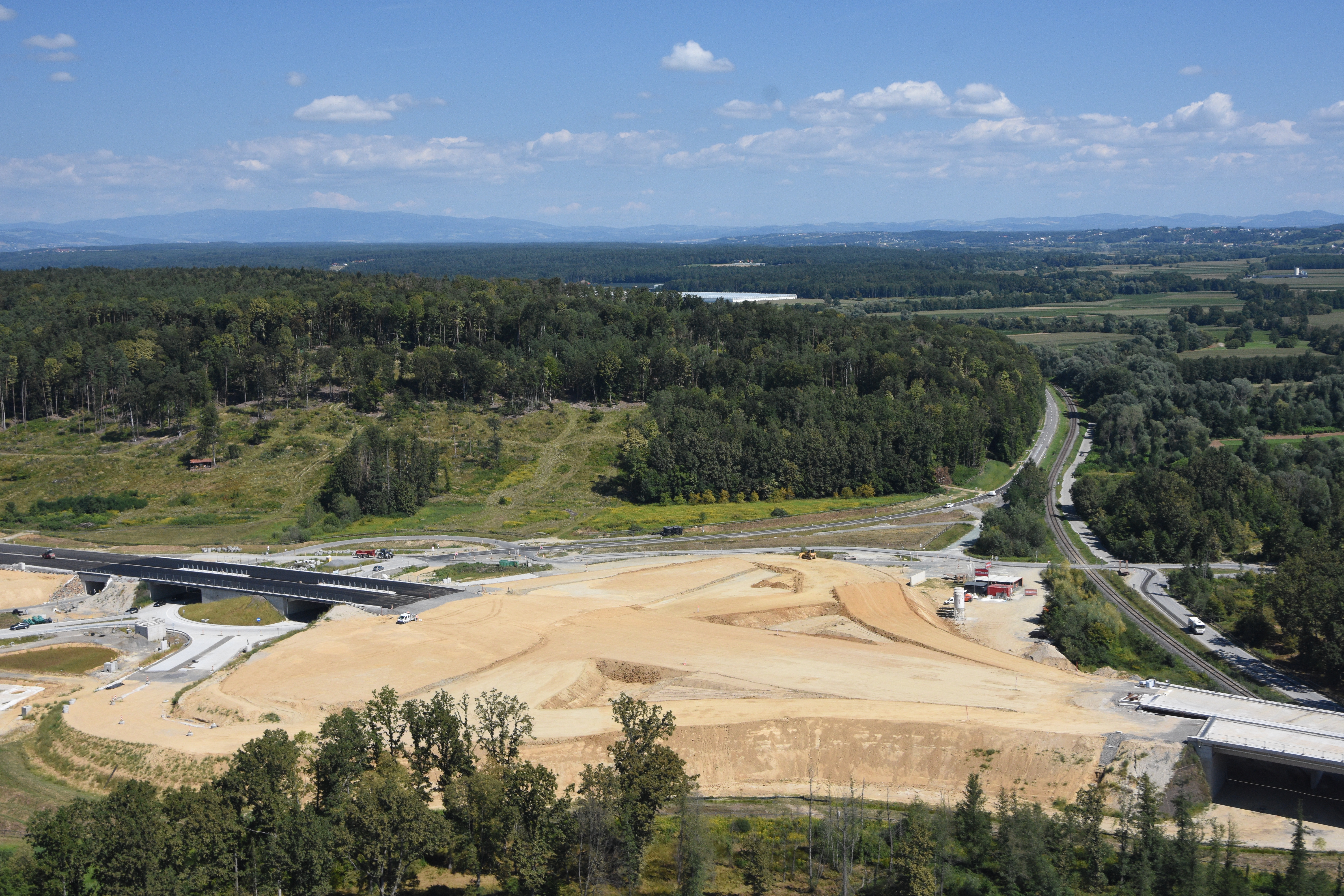
S7 – AST Fürstenfeld (Baustelle im März 2023)

Fürstenfeld liegt an einer stark frequentierten Route nach Ungarn und ist von der Grenze nur etwa 15 Autominuten entfernt. Durch die EU-Osterweiterung hofft man, noch weiter von dieser Lage zu profitieren. Einige Regional- und Landespolitiker versprechen sich vom Bau der Fürstenfelder Schnellstraße S 7 eine schnellere Anbindung an die Südautobahn A 2 und den ungarischen Raum. Dieses Projekt ist jedoch wegen der Gefahr, Transitverkehr anzuziehen, umstritten. Die Gemeinden Altenmarkt, Bad Blumau und Königsdorf haben sich in Gemeinderatsbeschlüssen gegen den Bau der S7 ausgesprochen. Das Bundesverwaltungsgericht lehnte im Oktober 2016 die Beschwerden gegen den positiven Umweltverträglichkeitsbescheid ab. Die Asfinag hat im Frühjahr 2017 mit dem Bau begonnen und die Fertigstellung des Abschnittes West erfolgte im März 2024. Bis Mitte 2025 soll die S 7 bis zur Staatsgrenze fertig sein.
In Fürstenfeld befindet sich der Flugplatz Fürstenfeld, der auch Zollabfertigung bietet. Der nächste internationale Flughafen ist Graz-Thalerhof.
Der Bahnhof Fürstenfeld wurde im Zuge der Lokalbahn Fehring–Fürstenfeld – heute Thermenbahn – am 1. Oktober 1885 eröffnet. Damit war Fürstenfeld auf der Schiene mit der Landeshauptstadt Graz verbunden. Am 19. Oktober 1891 wurde der Eisenbahnverkehr durch die Lokalbahn Fürstenfeld–Hartberg erweitert. Erst 1910 war nach Bau der Lokalbahn Hartberg–Friedberg (Eröffnung am 15. Oktober 1905) und der Wechselbahn (Eröffnung am 11. Oktober 1910) auch ein eisenbahnmäßiger Anschluss nach Wien hergestellt. Weitere Haltestellen an der Thermenbahn sind Übersbach und Söchau. Während die Eisenbahn früher wesentlich zum wirtschaftlichen Aufschwung der Stadt beitrug, hat sie heute wegen des PKW- und LKW-Verkehrs nur mehr untergeordnete Bedeutung. Es gibt nur mehr alle zwei Stunden Personenzüge Richtung Fehring und Wiener Neustadt. Ein Teil der Züge fährt weiter bis Graz bzw. Wien. Dreimal wöchentlich fährt ein Güterzug Graz Verschiebebahnhof — Fürstenfeld und zurück.
Werktags wird mit den Express-Buslinien X40 und X41 auf zwei Linien in Summe ein 30-Minuten-Takt in die Landeshauptstadt Graz angeboten. Am Wochenende verkehrt die Linie 470 im Stundentakt.
Die Linien 463, 482, 483, 484, 485, 486, 488, 489, 1860, 1864 und 1866 binden auch die umliegenden Ortschaften und darüber hinaus an Fürstenfeld an.
Die Linie 6011 stellt von Montag bis Freitag zwei und am Wochenende eine direkte Verbindung per Bus nach Wien Hauptbahnhof her.

### Landeskrankenhaus
Fürstenfeld ist Standort eines vergleichsweise kleinen Landeskrankenhauses mit einer chirurgischen Abteilung, einer Abteilung für Innere Medizin, sowie einer Abteilung für Anästhesiologie und Intensivmedizin. Jährlich werden rund 6.400 stationäre und 10.500 ambulante Patienten behandelt.

### Bildung
Fürstenfeld ist Schulstadt mit vielen Schulen auf allen Ausbildungsebenen. Neben Volksschulen und Neuen Mittelschulen bietet die Stadt ein BG/BRG, eine HAK/HAS, ein Sonderpädagogisches Zentrum, eine Polytechnische Schule sowie mit der 1907 gegründeten Franz-Schubert-Musikschule eine der ältesten und traditionsreichsten Musiklehranstalten der Steiermark. Seit dem Schuljahr 2008/09 gibt es in Fürstenfeld eine dislozierte Klasse der HTBLA Weiz mit dem Ausbildungszweig Maschineningenieurwesen und Automatisierungstechnik mit Vertiefung im Fach Mechatronik.
Durch die Ansiedelung einer Außenstelle der Kodolanyi Janos Gesamthochschule im September 2006 ist Fürstenfeld auch einer von sechs steirischen Universitätsstandorten.
Seit Herbst 2008 wird im Rahmen einer Kooperation mit der Linzer Johannes Kepler Universität ein Universitätslehrgang für Tourismusmanagement in Fürstenfeld angeboten.

### Sport
In Fürstenfeld gibt es etwa 30 verschiedene Sportvereine, die unter anderem die Bereiche Ballsport, Kampfsport, Wassersport, Turnen, Kraftsport und Skifahren abdecken.
- Der bekannteste Sportverein in Fürstenfeld ist der Basketballverein Panthers Fürstenfeld, der bis 2019 in der Österreichischen Basketballbundesliga spielte und in der Saison 2007/08 den ersten Meistertitel in der 53-jährigen Klubgeschichte gewinnen konnte.
- Der Volleyballverein VC Dragons Fürstenfeld spielt mit der Herrenmannschaft in der ersten steirischen Landesliga, eine der dritthöchsten Ligen Österreichs.
- Der American Football Verein Atlas Raptors Fürstenfeld spielt 2013 österreichweit in der 3. Division.
- Der Fußballverein SK Fürstenfeld spielt derzeit in der Landesliga.
- Durch Fürstenfeld verläuft der Ostösterreichische Grenzlandweg, ein österreichischer Weitwanderweg.

## Politik

### Bürgermeister
Bürgermeister von Fürstenfeld ist Franz Jost von der ÖVP. Er übernahm das Amt am 30. Oktober 2018 von seinem Vorgänger Werner Gutzwar, welcher es nach 14 Jahren in dieser Position aus persönlichen Gründen niedergelegt hatte. Bei der Wahl 2020 wurde Franz Jost im Amt bestätigt. Im März 2025 konnte Jost erneut einen Wahlsieg mit absoluter Mehrheit erringen. Seine ÖVP erlangte 17 Mandate im Gemeinderat,  die FPÖ unter Christian Schandor kommt auf sieben Sitze im Plenum. SPÖ-Spitzenkandidatin Yvonne Medina Sandino schafft mit ihrer Partei 3 Mandate. Auf die Grünen entfallen ebenso 3 Mandate. Martin Lagler belegt mit der Bürgerliste BLF ein Mandat und wird als stimmenschwächste Partei den Vorsitz der Prüfungskommission in der kommenden Periode bekleiden.
Den Stadtrat bilden Franz Jost, der erste Vizebürgermeister Roland Gogg (ÖVP), der zweite Vizebürgermeister NRAbg. DI Christian Schandor, Finanzstadtrat Dieter Siegl (ÖVP), Stadträtin DI Barbara Raidl (ÖVP), Stadträtin Yvonne Medina Sandino (SPÖ) und Stadtrat Michael Rath (FPÖ).
Amtsdirektoren sind Verena Sorger und Franz Sach.

### Gemeinderat
Der Gemeinderat besteht nach der Fusion mit Söchau aus 31 Mitgliedern und setzt sich nach dem Ergebnis der Gemeinderatswahlen in der Steiermark 2025 wie folgt zusammen:
- 52 % - 17 Mandate ÖVP
- 12 % - 03 Mandate SPÖ
- 22 % - 07 Mandate FPÖ
- 10 % - 03 Mandate Die Grünen
- 04 % - 01 Mandat BLF-NEOS

Wahlberechtigte 8.727

Wahlbeteiligung 66,63 %
| Partei                                        | 2020    | 2020  | 2020    | 2015             | 2015             | 2015             | 2010             | 2010             | 2010             | 2010             | 2010             | 2010             | 2010             | 2010             | 2010             |
| Partei                                        |         |       |         | neue Gemeinde    | neue Gemeinde    | neue Gemeinde    | Fürstenfeld      | Fürstenfeld      | Fürstenfeld      | Altenmarkt       | Altenmarkt       | Altenmarkt       | Übersbach        | Übersbach        | Übersbach        |
| Partei                                        | Stimmen | %     | Mandate | St.              | %                | M.               | St.              | %                | M.               | St.              | %                | M.               | St.              | %                | M.               |
| --------------------------------------------- | ------- | ----- | ------- | ---------------- | ---------------- | ---------------- | ---------------- | ---------------- | ---------------- | ---------------- | ---------------- | ---------------- | ---------------- | ---------------- | ---------------- |
| ÖVP                                           | 2198    | 52    | 14      | 3447             | 71               | 18               | 2278             | 66               | 19               | 398              | 48               | 7                | 635              | 74               | 12               |
| SPÖ                                           | 0606    | 14    | 03      | 0571             | 12               | 03               | 0559             | 16               | 04               | 051              | 06               | 1                | 092              | 11               | 01               |
| FPÖ                                           | 0684    | 16    | 04      | 0584             | 12               | 03               | 0097             | 03               | 0                | nicht kandidiert | nicht kandidiert | nicht kandidiert | nicht kandidiert | nicht kandidiert | nicht kandidiert |
| Die Grünen                                    | 0712    | 17    | 04      | 0279             | 06               | 01               | 0217             | 06               | 01               | nicht kandidiert | nicht kandidiert | nicht kandidiert | nicht kandidiert | nicht kandidiert | nicht kandidiert |
| BZÖ                                           |         |       |         | nicht kandidiert | nicht kandidiert | nicht kandidiert | 0226             | 07               | 01               | nicht kandidiert | nicht kandidiert | nicht kandidiert | nicht kandidiert | nicht kandidiert | nicht kandidiert |
| Für Recht auf nationale Zukunft               |         |       |         | nicht kandidiert | nicht kandidiert | nicht kandidiert | 0049             | 01               | 0                | nicht kandidiert | nicht kandidiert | nicht kandidiert | nicht kandidiert | nicht kandidiert | nicht kandidiert |
| Liste Altenmarkter Stadtbergler Speltenbacher |         |       |         | nicht kandidiert | nicht kandidiert | nicht kandidiert | nicht kandidiert | nicht kandidiert | nicht kandidiert | 310              | 37               | 6                | nicht kandidiert | nicht kandidiert | nicht kandidiert |
| Bürgerliste Altenmarkt                        |         |       |         | nicht kandidiert | nicht kandidiert | nicht kandidiert | nicht kandidiert | nicht kandidiert | nicht kandidiert | 074              | 09               | 1                | nicht kandidiert | nicht kandidiert | nicht kandidiert |
| Unabhängige Arbeitsgruppe Übersbach           |         |       |         | nicht kandidiert | nicht kandidiert | nicht kandidiert | nicht kandidiert | nicht kandidiert | nicht kandidiert | nicht kandidiert | nicht kandidiert | nicht kandidiert | 131              | 15               | 02               |
| Wahlberechtigte                               | 7.321   | 7.321 | 7.321   | 7.177            | 7.177            | 7.177            | 4.971            | 4.971            | 4.971            | 983              | 983              | 983              | 1.006            | 1.006            | 1.006            |
| Wahlbeteiligung                               | 58 %    | 58 %  | 58 %    | 69 %             | 69 %             | 69 %             | 70 %             | 70 %             | 70 %             | 85 %             | 85 %             | 85 %             | 86 %             | 86 %             | 86 %             |

### Städtepartnerschaften
- Zug, Schweiz
- Körmend, Ungarn
- Vișeu de Sus, Rumänien
- Aindling, Deutschland

Beleg siehe

### Wappen

Wappen

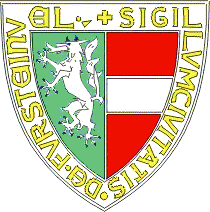
Stadtsiegel

Das Wappen Fürstenfelds ist geteilt und zeigt heraldisch gesehen links die rot-weiß-roten österreichischen Farben, rechts den steirischen Panther silbern auf grünem Grund.
Wegen der Gemeindezusammenlegung verloren die Wappen der fusionierten Gemeinden mit 1. Jänner 2015 ihre offizielle Gültigkeit. Die Neuverleihung des Gemeindewappens erfolgte mit Wirkung vom 10. Februar 2016.
Die Blasonierung (Wappenbeschreibung) lautet:

„Im gespaltenen Schild vorn in Grün steigend ein silberner, feuerspeiender, schwarz bewehrter und rot gehörnter Panther, hinten in Rot eine silberne Binde.“

Das älteste belegbare Stadtsiegel von Fürstenfeld stammt aus dem Jahr 1296. Die Umschrift des derzeit verwendeten Stadtsiegels lautet: SIGILLUM CIVITATIS DE FURSTEINVEL.

## Persönlichkeiten

### Söhne und Töchter der Gemeinde
- Hans-Jörg Böhmig (1933–2023), Chirurg
- Anneliese Felber (* 1957), Kirchenhistorikerin
- Helmut W. Flügel (1924–2017), Geologe und Paläontologe
- Horst Freiberger (* 1957), Politiker, Mitglied des Bundesrates
- Richard Heschl (1824–1881), Anatom
- Maria Huber (* 1979), Politikerin (Grüne), Mitglied des Bundesrates
- Engelbert „Bert“ Isatitsch (1911–1994), Sportfunktionär
- Gerhard Jedliczka (* 1963), österreichischer Karatepionier, Europameister, ÖKB Sportdirektor und Bundestrainer[31]
- Max Keimel (1936–2005), Rechtsanwalt, Lehrer an der Handelsschule Fürstenfeld, Gründer zweier Studentenverbindungen (u. a. die katholische österreichische Studentenverbindung K.Ö.St.V. Riegersburg zu Fürstenfeld im MKV), ehem. Gruppenfeldmeister der Pfadfindergruppe Fürstenfeld
- Johannes Kern (* 1965), österreichischer Komponist und Universitätslehrer
- Julius Lott (1845–1905), Interlinguist
- Karl Mader (1884–1952), österreichischer Maler und Grafiker
- Franz Majcen (* 1947), Politiker (ÖVP), von 1991 bis 2015 Abgeordneter Landtag Steiermark, 2013 bis 2015 Präsident des Landtags Steiermark (Landtagspräsident)
- Norbert Mayer (* 1958), Journalist, leitender Feuilleton-Redakteur
- Lukas Oscar (* 2002), Singer-Songwriter
- Katharina Paldauf (um 1625–1675), Opfer des großen Feldbacher Hexenprozesses von 1673 bis 1675
- Gerhard Pferschy (1930–2025), Archivar
- Florian Pötz (* 1991), Schachspieler
- Ferdinand Prirsch (1906–1965), Mitglied der Steiermärkischen Landesregierung und Nationalratsabgeordneter
- Paul Reinbacher (* 1978), Sozial- und Wirtschaftswissenschafter, Hochschullehrer
- Emmerich Schreiner (1873–1954), österreichischer Opernsänger (Bariton), Regisseur
- Hans Stilp (1882–1956), Komponist
- Robert Strobl (* 1985), Profifußballer (akt. SV Grödig, Öst. Bundesliga), aus dem heutigen Stadtgemeindeteil Rittschein
- Wilhelm Taucher (1892–1962), Ökonom, Hochschullehrer und Minister
- Günter Timischl (* 1948 in Fürstenfeld); Musiker, Gitarrist und Mitglied von S.T.S.
- Astrid Wagner (* 1963), Rechtsanwältin, Strafverteidigerin und Autorin
- Thomas Wagner (1976–2023), österreichischer Fußballspieler
- Florian Wiefler (1908–2000), Jurist, Organist und Komponist (Lieder, Chor- und Orchesterwerke, Kammermusik, Klavierwerke)

### Personen mit Bezug zur Gemeinde
- Hans Fronius (1903–1988), österreichischer Künstler, von 1931 bis 1961 in Fürstenfeld tätig
- Markus Hirtler (alias Ermi-Oma) (* 1969), österreichischer Kabarettist, im Jahr 2012 EU-Botschafter – aktiv altern[32]
- Richard Kriesche (* 1940), österreichischer Künstler, Kunst- und Medientheoretiker
- Josef Reichl (1913–2003), österreichischer Politiker (SPÖ), Mitglied der Europäischen Parlamentarischen Versammlung des Europarates in Straßburg, von ihm kam der Vorschlag, die Melodie des Hauptthemas in Beethovens 9. Symphonie „Ode an die Freude“ als Europahymne zu wählen; in Fürstenfeld verstorben[33]
- Helmut Röhrling (* 1946), besser bekannt als Schiffkowitz und Mitglied von S.T.S., in Fürstenfeld aufgewachsen
- Hanna Schulze-Bauer (* 1946), mehrfache österreichische Tennismeisterin, 3. bei der Weltmeisterschaft
- Hannes Schulze-Bauer (1946–2018), österreichischer Athlet, Inhaber des österreichischen Hallenrekords im Kugelstoßen von 1969 bis 1981

### Ehrenbürger der Gemeinde
- 2009: Martin Wabl, Bundesrat a. D., ehemaliger Richter und Gemeinderat[34]
- Josef Langhans († 1949), Kaufmann[35]
- Herbert Depisch († 2021), ehemaliger Unternehmer (Decometal) und bis 2008 Doyen des Konsularischen Corps der Steiermark[36]
- Max J. Hiti, Gymnasiallehrer, Literat und Herausgeber des Kulturmagazins Campus f
- Manfred A. Heinrich, Architekt, Baumeister und Unternehmer
- Franz Pilz († 2020), Gemeinde- und Stadtrat in Fürstenfeld
- 1971: Franz Schragen, Alt-Bürgermeister von Fürstenfeld[37]
- 2005: Dieter Raidl (1940–2019), Leiter des Museums Pfeilburg
- 2011: Horst Freiberger
- 2019: Werner Gutzwar, Bürgermeister von Fürstenfeld 2004–2018[38]
- 2023: Gerhard Trousil, Apotheker
- 2023: Gerhard Pferschy (1930–2025), Historiker
- 2025: Josef Schrammel (Übersbach), Landtagsabgeordneter a. D.

## Sonstiges
Durch einen vom Fürstenfelder Komponisten Florian Wiefler (Sohn des gleichnamigen Bürgermeisters) gegründeten Madrigalchor wurde 1927 das Chorwerk Entflieht auf leichten Kähnen (op. 2) von Anton von Webern uraufgeführt.
Der bekannte britische Schriftsteller John le Carré begann seine Tätigkeit beim Nachrichtendienst der britischen Armee 1950 in Fürstenfeld, wo er Flüchtlinge interviewte, die über den Eisernen Vorhang geflohen waren.
Bekanntheit erlangte Fürstenfeld Mitte der 1980er-Jahre durch den gleichnamigen Hit des Austropop-Trios S.T.S. Darin wird vom „Leiden“ eines steirischen Musikers in der Großstadt Wien erzählt. Die Textzeile I wül ham noch Fürstenfeld (Ich will heim nach Fürstenfeld) entwickelte sich zum Werbeslogan, der grafisch als grüne Sprechblase über einer Fürstenfelder Ortstafel dargestellt wird.
Fürstenfeld ist Sitz der katholischen österreichischen Studentenverbindung K.Ö.St.V. Riegersburg zu Fürstenfeld, der ältesten MKV-Verbindung im Süd-Osten Österreichs. Die Pfadfindergruppe Fürstenfeld ist eine der größten aktiven Ortsgruppen des Landes, die Stadt ist überdies Sitz des Lilienkreis Österreich, einem internationalen Verein zur Förderung der überparteilichen und überkonfessionellen Jugendarbeit.
Im Rahmen des europäischen Wettbewerbes „Entente Florale Europe“ wurde Fürstenfeld 2012 mit einer Silbermedaille in der Kategorie Stadt ausgezeichnet.